# کول اند د گنگ
کول اند د گنگ (به انگلیسی: Kool & the Gang) گروه موسیقی آمریکایی است.